# Dalla strada al palco (prima edizione)
La prima edizione di Dalla strada al palco è andata in onda in prima serata su Rai 2 il martedì dal 28 giugno al 19 luglio 2022 per quattro puntate con la conduzione di Nek ed è stata vinta dal chitarrista Emanuel Victor. 

## Cast

### Passanti importanti
| Passanti importanti  | Puntate | Puntate | Puntate | Puntate | Totale |
| Passanti importanti  | 1       | 2       | 3       | 4       | Totale |
| -------------------- | ------- | ------- | ------- | ------- | ------ |
| Francesco Paolantoni |         |         |         |         | 2      |
| Biagio Izzo          |         | 1       |         |         |        |
| Tosca D'Aquino       |         | 1       |         |         |        |
| Paolo Conticini      |         | 1       |         |         |        |
| Gabriele Cirilli     |         | 1       |         |         |        |
| Ilenia Pastorelli    |         | 1       |         |         |        |
| Nino Frassica        |         | 1       |         |         |        |

## Dettaglio delle puntate
Legenda
     L'artista di strada è tra i migliori scelti dal pubblico e accede alla puntata finale.
     L'artista di strada è stato ripescato dai passanti importanti e accede alla puntata finale.
     L'artista di strada è il vincitore dell'edizione e si aggiudica il premio di 10000 €.

### Prima puntata
- Messa in onda: 28 giugno 2022
- Passanti importanti: Biagio Izzo, Francesco Paolantoni

| Ordine di esibizione | Artista di strada | Esibizione                               | Voti ricevuti dal pubblico |
| -------------------- | ----------------- | ---------------------------------------- | -------------------------- |
| 1                    | Luca Mattioli     | Tip tap                                  | 484                        |
| 2                    | Alessia Fabiano   | Canto                                    | 708                        |
| 3                    | Alina Mertic      | Spettacolo con marionette                | 647                        |
| 4                    | Mr. Mustacchio    | Disegno ritmato con macchina da scrivere | 609                        |
| 5                    | Davide & Jonnie   | Canto e chitarra                         | 705                        |
| 6                    | Davide Martello   | Pianoforte                               | 772                        |
| 7                    | Pietro Poggio     | Spettacolo con sfere di vetro            | 686                        |
| 8                    | Carolina Cardini  | Canto lirico                             | 623                        |
| 9                    | Welcome to Dance  | Break dance                              | 703                        |
| 10                   | Marco Zollo       | Canto e chitarra                         | 554                        |
| 11                   | Pop Chords        | Canto corale a cappella                  | 574                        |
| 12                   | Gap's Orchestra   | Canto e chitarra                         | 618                        |
| 13                   | Dario Rossi       | Percussioni                              | 767                        |

### Seconda puntata
- Messa in onda: 5 luglio 2022
- Passanti importanti: Tosca D'Aquino, Paolo Conticini

| Ordine di esibizione | Artista di strada              | Esibizione                              | Voti ricevuti dal pubblico |
| -------------------- | ------------------------------ | --------------------------------------- | -------------------------- |
| 1                    | Davide Rausa                   | Spettacolo teatrale con i piedi         | 582                        |
| 2                    | Sabrina Dolci                  | Canto e chitarra                        | 564                        |
| 3                    | Musicanti di San Crispino      | Canzoni rivisitate in stile orchestrale | 592                        |
| 4                    | Giuseppe Carmignano            | Canto                                   | 624                        |
| 5                    | Antonina Carollo               | Flamenco                                | 565                        |
| 6                    | Lucia Medina e Gustavo Oliva   | Canto lirico                            | 711                        |
| 7                    | Maria Devigili                 | Canto e chitarra                        | 587                        |
| 8                    | Samuele Ofria e Mattia Schinco | Break dance                             | 710                        |
| 9                    | Luca D'Amato                   | Pianoforte                              | 721                        |
| 10                   | Francesco Porcedda             | Beatbox                                 | 726                        |
| 11                   | Anastasia Giusti               | Canto e Arpa celtica                    | 637                        |
| 12                   | Matteo Gizzi                   | Giocoleria                              | 503                        |
| 13                   | Fulvio Bennato                 | Canto e chitarra                        | 668                        |

### Terza puntata
- Messa in onda: 12 luglio 2022
- Passanti importanti: Gabriele Cirilli, Francesco Paolantoni

| Ordine di esibizione | Artista di strada | Esibizione                     | Voti ricevuti dal pubblico |
| -------------------- | ----------------- | ------------------------------ | -------------------------- |
| 1                    | Pettirossa        | Spettacolo con bolle di sapone | 608                        |
| 2                    | Martina Maggi     | Canto                          | 778                        |
| 3                    | Giacomo Roia      | Spettacolo di magia            | 735                        |
| 4                    | Famiglia danzante | Danza                          | 744                        |
| 5                    | Daniele Vitale    | Sassofono                      | 815                        |
| 6                    | Arianna Campagna  | Acrobazie                      | 719                        |
| 7                    | SuperMetroBros    | Canto e chitarra               | 750                        |
| 8                    | Marian            | Break dance                    | 671                        |
| 9                    | Simone Nannicini  | Canto e chitarra               | 720                        |
| 10                   | Angelo Santirocco | Pianoforte                     | 702                        |
| 11                   | Kouya             | Canto e chitarra               | 806                        |
| 12                   | Unhuman           | Disc jockey                    | 658                        |
| 13                   | Emanuel Victor    | Chitarra                       | 857                        |

### Quarta puntata
- Messa in onda: 19 luglio 2022
- Passanti importanti: Ilenia Pastorelli, Nino Frassica

| Ordine di esibizione | Artista di strada              | Esibizione                              | Voti ricevuti dal pubblico e dai passanti importanti |
| -------------------- | ------------------------------ | --------------------------------------- | ---------------------------------------------------- |
| 1                    | Alina Mertic                   | Spettacolo con marionette               | 621                                                  |
| 2                    | Alessia Fabiano                | Canto                                   | 746                                                  |
| 3                    | Giacomo Roia                   | Spettacolo di magia                     | 701                                                  |
| 4                    | Musicanti di San Crispino      | Canzoni rivisitate in stile orchestrale | 703                                                  |
| 5                    | Lucia Medina e Gustavo Oliva   | Canto lirico                            | 730                                                  |
| 6                    | Davide Martello                | Pianoforte                              | 764                                                  |
| 7                    | Martina Maggi                  | Canto                                   | 761                                                  |
| 8                    | Daniele Vitale                 | Sassofono                               | 772                                                  |
| 9                    | Davide & Jonnie                | Canto e chitarra                        | 739                                                  |
| 10                   | Samuele Ofria e Mattia Schinco | Break dance                             | 770                                                  |
| 11                   | Emanuel Victor                 | Chitarra                                | 824                                                  |
| 12                   | Luca D'Amato                   | Pianoforte                              | 770                                                  |
| 13                   | Kouya                          | Canto e chitarra                        | 710                                                  |
| 14                   | Dario Rossi                    | Percussioni                             | 757                                                  |

## Ascolti
| Puntata | Messa in onda  | Telespettatori | Share |
| ------- | -------------- | -------------- | ----- |
| 1       | 28 giugno 2022 | 1 045 000      | 7,51% |
| 2       | 5 luglio 2022  | 1 155 000      | 8,73% |
| 3       | 12 luglio 2022 | 1 273 000      | 9,85% |
| 4       | 19 luglio 2022 | 1 126 000      | 9,17% |
| Media   | Media          | 1 150 000      | 8,81% |